# ماري هاستينغز برادلي
ماري هاستينغز برادلي (بالإنجليزية: Mary Hastings Bradley)‏ (19 أبريل 1882، شيكاغو في الولايات المتحدة - 25 أكتوبر 1976، شيكاغو في الولايات المتحدة)؛ صحفية، مراسلة عسكرية وروائية أمريكية.

## روابط خارجية
- ماري هاستينغز برادلي على موقع IMDb (الإنجليزية)
- ماري هاستينغز برادلي على موقع قاعدة بيانات الفيلم (الإنجليزية)